# Переяслав-Хмельницьке вікаріатство
Переяслав-Хмельницьке вікаріатство — вікаріатство Київської єпархії Української Православної Церкви (Московського патріархату).
У піклування вікаріатства були довірені Переяслав-Хмельницький, Бориспільський, Обухівський та Васильківський райони Київської області.

## Назви
- Переяславська (згад. 1036)
- Переяславська та Сарайська (1269—1279/бл. 1291)
- Переяславська та Бориспільська (коад'юторська/вікарна) (1698 — 31 серпня 1733)
- Переяславська та Бориспільська (31 серпня 1733 — 27 березня 1785)
- Переяславська та Бориспільська (коад'юторська/вікарна) (27 березня 1785 — 16 жовтня 1799)
- Малоросійська та Переяславська (16 жовтня 1799 — 4/17 грудня 1803)
- Переяславська (вікарна) (вересень — кінець 1922)
- Переяслав-Хмельницька (вікарна) (1943—2011)
- Переяслав-Хмельницька та Вишневська (вікарна) (з 2011)

## Історія
Найраніше час, що передбачає облаштування православної кафедри в Переяславі (тоді Переяславі-Руському) — кінець X століття. З 990-х Переяслав був місцем перебування руських митрополитів — за свідченням Миконівського літопису, «живо тамо множає митрополити Київські і всієї Русі, і єпископи поставляли там». Лише після завершення закладеного у 1037 році Софійського собору кафедру було перенесено до титулярної столиці Києва.
Заснування Переяславської єпархії зазвичай датують 1054 роком. За іншими відомостями — 1072, є згадки під 1036 роком. Однією з відмінних рис політичного устрою Русі після смерті київського князя Ярослава Мудрого (1019—1054) було своєрідне сокерування (за яким в історіографії закріпилася не зовсім вдала назва «тріумвірат») його синів — Ізяслава Київського, Святослава Чернігівського та Всеволода Переяслава. На цей період припадають уривчасті звістки про існування на Русі, поряд із Київською митрополією, заснованою невдовзі після хрещення наприкінці Х ст., ще двох — у Чернігові та Переяславі Руському. Череду переяславських митрополитів відкрив грек Леон(т), автор антилатинського трактату про опрісноки; він помер, ймовірно, взимку 1071—1072 або навесні 1072, якщо в травні 1072 переяславську кафедру очолював вже Петро. Святительство Петра та його наступника Миколи також було коротким, тому що поставлення Єфрема необхідно датувати не пізніше 1076; можна припускати, що або кандидатура Петра, або Миколи (а може, й того, й іншого) у митрополити не змогла пройти затвердження у Константинополі, бо у переліку митрополій 80-х років XI століття Переяславська митрополія позначена не поряд із Чернігівською, на 73 -м місці, а значно нижче, під № 77, що передбачає її поновлення після відомої перерви.
У 1239 році під час монголо-татарської навали на Русь Переяслав був зруйнований і єпархія припинилася. У 1261 її територія, а в 1269 — найменування були передані Сарайським владикам при татарському хані. Остаточне скасування цієї титулярної кафедри відбулося 1279 року або близько 1291 року.
У 1695 митрополит Київський Варлаам Ясинський порушив справу про заснування в Переяславі архієрейської кафедри, і в 1698 знову «дано був наказ про постанову єпископа в Переяслав…» Єпархію було відроджено у 1700—1701 роках як коад'юторство (вікаріатство) Київської єпархії. Кафедральним собором став зведений 1700 року Вознесенський собор .
31 серпня 1733 року Переяславська єпархія стала самостійною.
Восени 1738 року у Переяславі було засновано семінарію. У 1756 році від Київської до Переяславської були перераховані церкви Крилівської та Новомиргородської протопопії, що розташовувалися на правому боці Дніпра. У 1777 і 1778 роках багато монастирів і церков Київської єпархії було перераховано до Переяславської.
З 27 березня 1785 року — знову вікаріатство Київської єпархії.
Згідно з Високим наказом від 16 жовтня 1799 року про приведення у відповідність єпархіальних і губернських кордонів, Переяславська кафедра знову набуває самостійності під ім'ям Малоросійської та Переяславської і займає територію створеної в 1796 році Малоросійської губернії, до складу якої входить і вся Полтавщина.
Унаслідок зміни губернського устрою, 17 грудня 1803 року указом Священного Синоду Малоросійська єпархія була перетворена на Полтавську.
2-5 вересня 1922 р. було на нараді православних архієреїв прийнято рішення «у зв'язку з поширенням розколів самосвятського та оновленського необхідно для боротьби з ними збільшити кількість вікаріатств Полтавської єпархії», в числі яких було засновано і Переяславське, на яке був присвячений Петро (Кірєєв), проте невдовзі його перевели на Старобільське вікаріатство.
Наступне призначення на кафедру було лише 11 листопада 1954 року. З того часу на Переяслав-Хмельницьке вікаріатство вже не припинялося надовго.
Рішенням Священного синоду УПЦ від 23 грудня 2010 року у піклування вікаріатства було довірено Переяслав-Хмельницький, Бориспільський, Обухівський та Васильківський райони Київської області. Керував Переяслав-Хмельницьким вікаріатством архієпископ Олександр (Драбинко), що не перебував на однойменній кафедрі, а єпископ Васильківський Пантелеїмон (Поворознюк).
З 14 червня 2011 року єпископ титулується Переяслав-Хмельницьким та Вишневським.
25 вересня 2013 року рішенням Священного Синоду Української Православної Церкви (Журнал № 58) зі складу Київської єпархії виділено Бориспільську єпархію, до складу якої увійшло місто Переяслав-Хмельницький, проте титул було збережено за вікарієм Київської митрополії.

## Єпископи
- Микола (1054—1072)
- Петро (1072—1082)
- Микола (?)
- Леон (бл. 1069/1070 — до 1076)[5]
- Єфрем Печерський (згад. 1089 — ок. 1098)
- Симеон (? — ?)
- Лазар (11 листопада 1104 — 16 вересня 1117)
- Андрій (1117 г.)
- Сильвестр (1 січня 1118 — 12 квітня 1123)
- Микола (1123—1123)
- Йоан (1123—1125)
- Марк (Макарій) (4 жовтня 1125 — 6 січня 1134)
- Маркел (1134 — 9 лютого 1135)
- Макарій (1135—1141)
- Євфимій (1141—1155)
- Василь (1156—1168)
- Антоній (1168—1197)
- Павло (1198—1231)[6]
- Симеон II (1239 (?) — 2 августа 1239)[7]
- Феодор (1239—1269)
- Феогност (1269—1279)
- Сильвестр (Яворський) (зг. 1596)

Переяславське вікаріатство Київської єпархії
- Захарія (Корнилович) (11 жовтня 1700 — 28 серпня 1715)
- Кирило (Шумлянський) (жовтень 1715 — 30 листопада 1726)
- Йоакім (Струков) (4 червня 1727 — 8 червня 1730)
- Варлаам (Леницький) (8 червня 1730 — 13 квітня 1731)

Переяславська і Бориспільська єпархія
- Арсеній (Берло) (28 січня 1733 — 2 жовтня 1735, 3 січня 1736 — 7 червня 1744)
- Нікодим (Скребницький) (2 лютого 1745—12 червня 1751)
- Сільвестр (Іванов) (1751—1753) в/в, ієромонах
- Іоанн (Козлович) (7 березня 1753 — 16 березня 1757)
- Гервасій (Лінцевський) (27 липня 1757 — 22 грудня 1769)
- Іов (Базилевич) (31 жовтня 1770 — 2 травня 1776)
- Іларіон (Кондратовський) (17 липня 1776 — 27 березня 1785)

Переяславське вікаріатство Київської єпархії
- Віктор (Садковський) (9 червня 1785 — 12 квітня 1793)
- Димитрій (Устимович) (14 серпня 1793 — 1 травня 1795)
- Амфілохій (Леонтович) (24 червня 1795 — 1 липня 1799)

Малоросійська та Переяславська єпархія
- Сільвестр (Лебединський) (25 вересня 1799 — 17 грудня 1803)

Переяславське вікаріатство Київської єпархії
- Петро (Кірєєв) (не раніше вересня 1922 — не пізніше січня 1923)

Переяслав-Хмельницьке вікаріатство Київської єпархії
- Нестор (Тугай) (11 листопада 1954 — 16 березня 1961)
- Боголеп (Анцух) (5 лютого — 25 травня 1965)
- Феодосій (Дикун) (4 червня — 7 жовтня 1967)
- Володимир (Сабодан) (28 листопада 1968 — 20 березня 1969)
- Сава (Бабинець) (30 березня 1969 — 2 лютого 1972)
- Варлаам (Ільющенко) (22 жовтня 1972—18 березня 1977)
- Антоній (Москаленко) (13 жовтня 1985 — 30 грудня 1986)
- Паладій (Шиман) (8 лютого 1987 — 30 листопада 1988)
- Іонафан (Єлецьких) (23 квітня 1989 — 23 квітня 1991)
- Аліпій (Погребняк) (23 січня — 28 травня 1992) призначення не прийняв
- Антоній (Фіалко) (27 липня 1992 — 22 червня 1993)
- Іоанн (Сіопко) (13 грудня 1996 — 26 липня 2000)
- Митрофан (Юрчук) (30 липня 2000 — 31 травня 2007)
- Олександр (Драбинко) (19 грудня 2007—17 грудня 2018)
- Діонісій (Пилипчук) (з 19 грудня 2018 року)